# Parc naturel régional des caps et marais d'Opale

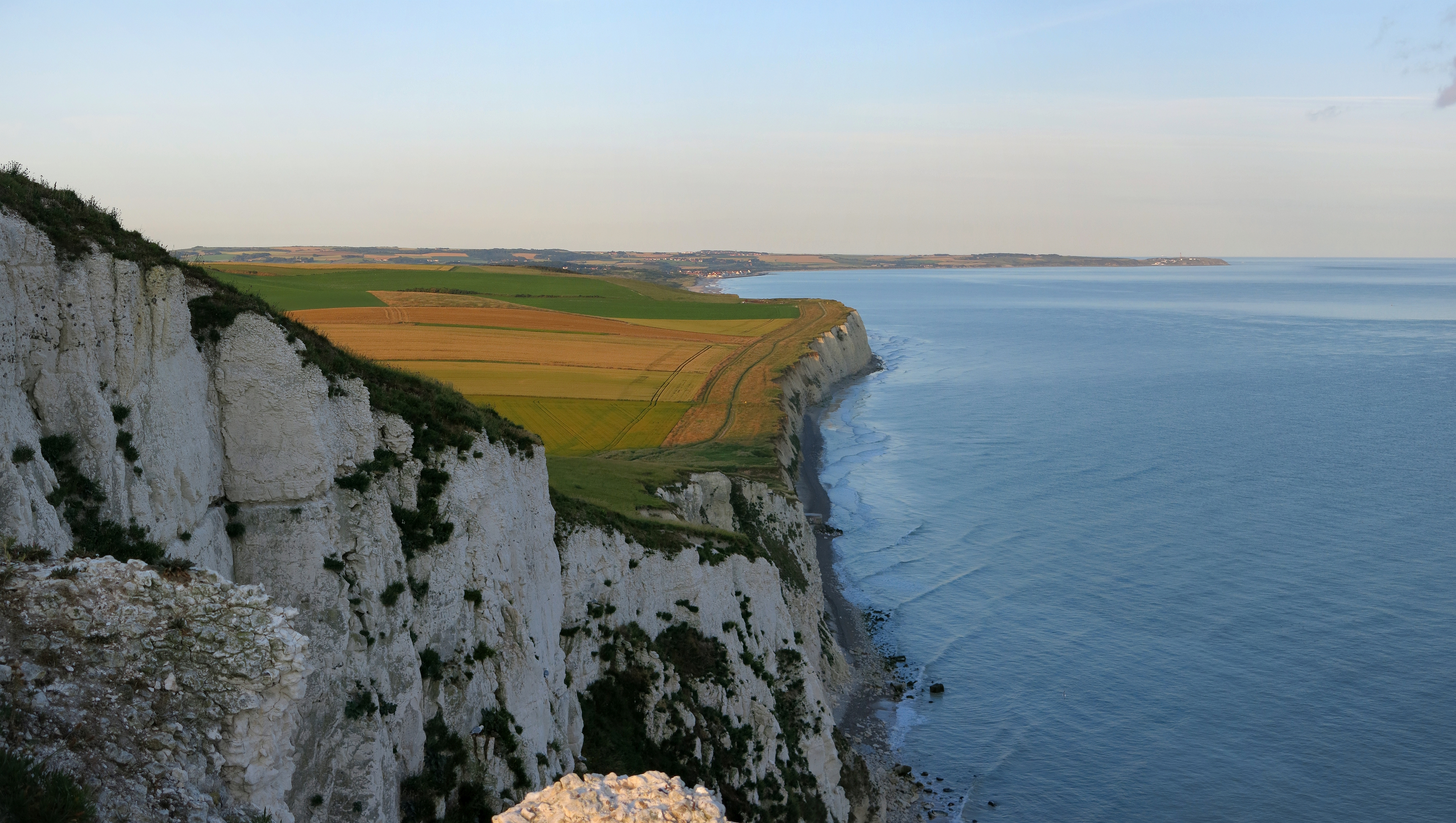
Zicht vanaf Cap Blanc-Nez tot Cap Gris-Nez

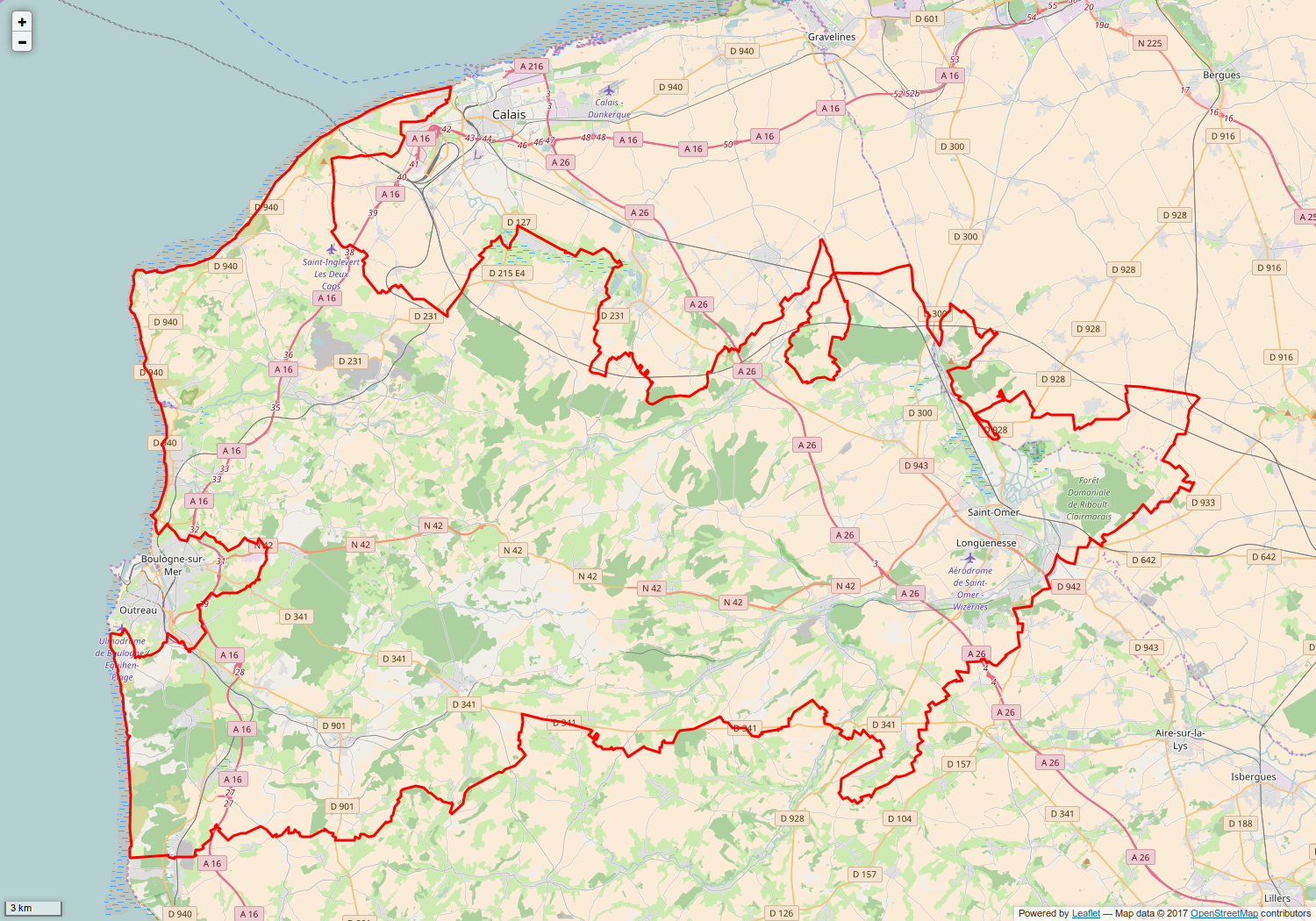
Kaart van het park

Het Parc naturel régional des caps et marais d'Opale is een regionaal natuurpark dat voornamelijk in het departement Pas-de-Calais is gelegen.
Het strekt zich uit over 151 gemeenten in Pas-de-Calais en drie gemeenten in het Noorderdepartement.
Het park ontstond in 2000 door samenvoeging van de parken in de Boulonnais en de Audomarois (streek van Saint-Omer). Het omvat een deel van de Opaalkust met -naast duingebieden- ook de klifkusten met Cap Blanc-Nez en Cap Gris-Nez (de Grand Site des Deux Caps), de heuvels bij Boulogne-sur-Mer, diverse valleien en estuaria, enkele boutonnières, en een moerasgebied.
Naast de natuurlijke rijkdommen vindt men ook tal van cultuurhistorische bezienswaardigheden.